# David Christian
David Gilbert Christian (Brooklyn, Nova Iorque, 30 de junho de 1946) é um historiador norte-americano e estudioso da História da Rússia que se notabilizou por ensinar e promover a emergente disciplina da Grande História. Ele começou, em 1989, a lecionar seu primeiro curso que tratava da história do Big Bang ao presente usando uma abordagem multidisciplinar com o suporte de estudiosos de diversas especializações das ciências, ciências sociais e humanidades. O curso estrutura a história humana com a história cósmica, geológica e biológica. A ele é creditada a criação do termo Big History, traduzido em português como “Grande História” e ocupa o cargo de presidente da International Big History Association. O best-selling de Christian Teaching Company course intitulado Big History chamou a atenção de Bill Gates que patrocinou pessoalmente as iniciativas de Christian para desenvolver um programa para trazer o curso para estudantes de nível médio de todo o mundo.

## Vida pregressa
Christian nasceu no Brooklyn, Nova Iorque, de pais ingleses e americanos. Ele cresceu na Nigéria, África e na Inglaterra, onde obteve seu B.A. da Universidade de Oxford, um M.A. em história russa da Universidade de Western Ontario e um Ph.D. em história russa do século XIX da Universidade de Oxford em 1974.

## Carreira acadêmica
Os primeiro interesses de pesquisa de Christian estavam focados na História da Rússia e da União Soviética, com ênfase particular no campesinato russo, incluindo sua dieta e o papel da vodka em suas vidas. Ele publicou diversos livros sobre tais assuntos. Em 1984, escreveu, com REF Smith, uma história sobre os camponeses russos intitulada Pão e Sal em que demonstrou, dentre outras coisas, como tais alimentos, juntamente com outros produtos cotidianos foram usados como condimentos. He taught at Macquarie University in Sydney, Australia from 1975 to 2000.
Durante os anos de 1980, pesquisou amplamente e iniciou um programa para descrever a história humana no contexo de escalas de tempo muito mais extensas como na cosmologia e astronomia, cobrindo os quase 14 bilhões de anos desde o Big Bang. Ele começou a lecionar seu primeiro curso descrito como Grande História, em 1989. Tratava-se de uma abordagem novelística que enfatizava sínteses de descobertas da biologia, cosmologia, astronomia, geologia e antropologia para mostrar o que aconteceu antes de o homo sapiens prevalecer no planeta Terra. De um modo geral os seres humanos não eram muito mencionados no curso, até a metade das 15 semanas do semestre. Christian escreveu o livro Maps of Time em que detalhava o conteúdo do curso. Seu curso foi escolhido pela The Teaching Company's Great Courses e Christian gravou 48 palestras de meia hora.
Em 1998 ele publicou "A História da Rússia, Ásia Central e Mongólia" no qual estudava os povos da estepe e florestas da Eurásia central em oposição aos da Eurásia externa – o desenvolvimento das civilizações agrárias da Europa, Oriente Médio e Índia para a China.
Christian se transferiu para a Universidade de San Diego na Califórnia em 2001. Ele ensinou aos estudantes disciplinas como historia universal e história do meio ambiente, tanto como história da Eurásia central. Em 2005, seu livro de 600 páginas Maps of Time foi publicado tendo recebido a descrição de um crítico como um "memorável trabalho de síntese e estudo." Christian tem a afiliação adicional de ensino com a Universidade de Vermont e Universidade de Mulheres de Ewha, em Seul. Em 2009, ele retorna a Universidade Macquarie.
Em 2010, Christian vaticinou que o estudo de história teria menos ênfase em pesquisas baseadas em documentos e mais em pesquisas empíricas tendo escrito:
...Por volta dos próximos cinquenta anos nós assistiremos um retorno à antiga tradição da “história universal”; mas será um nova forma de história universal que é global em sua prática e ciência e em seu espírito e métodos.— David Christian em History and Theory, 2010
O magnata e filantropo, fundador da Microsoft, Bill Gates apresentou David Christian em uma TED de 2011 em Long Beach, Califórnia. Na ocasião, Christian anunciou seu Projeto Grande História iniciativa de ensinar a disciplina a estudantes secundaristas da Austrália e dos Estados Unidos. Ele vem ocupando o cargo de presidente da International Big History Association.

## Premiações e honrarias
- 2005: World History Association Book Prize, Maps of Time
- 2014: Distinguished Professor, Macquarie University.

## Publicações
- Maps of Time: An Introduction to Big History, 2005, California press[15]
- Bread and Salt: A Social and Economic History of Food and Drink in Russia, 1984, co-written with REF Smith[16]
- A History of Russia, Central Asia and Mongolia, volume 1, 1998
- Big History: Between Nothing and Everything, 1st edition, 2014, McGraw-Hill Education (co-written by Cynthia Stokes Brown and Craig Benjamin)